# 小行星3208
小行星3208（3208 Lunn）是一颗围绕太阳公转的小行星。1981年5月3日，愛德華·鮑威爾在可可尼诺县发现了此天体。
該小行星以丹麥土木工程師和冶金學家鮑爾奇·倫恩（Borge Lunn）命名。
这颗小行星的绝对星等为26.49670016805091等。